# Bahrajn na Letních olympijských hrách 2008
Bahrajn se účastnil Letní olympiády 2008 ve třech sportech. Zastupovalo jej 12 sportovců.

## Atletika
Ruqaya Al Ghasra, Meriem Jusuf Džamalová, Nadia Ejjafini, Rašíd Ramzí, Youssef Saad Kamel, Belal Monsoor Ali, Tareq Mubarak Taher, Adam Ismaeel Khamis, Khalid Kamal

## Střelba
Salman Zaman

## Plavání
Sameera Al Bitar, Omar Yousef Jassim